# Алматинский зоопарк
Алмати́нский головно́й республика́нский зоопа́рк (каз. Алматы зообағы) — государственный зоопарк города Алматы в Казахстане, научно-просветительское учреждение. Один из старейших зоологических парков Республики Казахстан — был основан 25 января 1935 года, но официальным годом открытия считается 1937 год. Расположен на площади 21 га (2014 год). Все животные в зоопарке размещены в 7 секциях: хищных млекопитающих, копытных, приматов, хищных птиц, экзотических птиц, экзотариуме, аквариуме. Зоопарк расположен рядом с Центральным парком культуры и отдыха им. Горького. Главный вход находится на улице Есенберлина.

## История
В январе 1935 года Совет народных комиссаров Казахской ССР принял решение о немедленном создании зоопарка в Алма-Ате. Выбором места для строительства первого в республике зоопарка и его созданием занимался опытный охотник и отличный знаток Семиречья Мурзахан Толебаев.
Под строительство зоопарка Толебаев выбрал восточную окраину парка культуры и отдыха имени Горького. Мнение Толебаева поддержали другие члены земельной комиссии и руководство Дома Правительства. 19 февраля по решению Алматинского городского совета под строительство был выделен земельный участок, площадью 46 гектаров, на правом берегу речки Казачки, во фруктовом саду. Отведённая территория по своему рельефу давала полную возможность оформить её по назначению без больших затрат.
В 1936 году Толебаев был назначен на должность главы зоопарка, руководил строительством зоопарка, занимался подбором животных и организацией научной базы. Для наполнения зоопарка Толебаев лично отлавливал некоторые виды животных в казахстанских степях, среди которых были сайгаки, горные козлы и джейраны. Но этих животных было очень мало.
В феврале 1937 года Мурзахан Толебаев опубликовал в газете «Социалистическая Азия» статью об открытии зоопарка 1 июня. Но открытие было перенесено на более поздний срок. Позже он добился выделения средств на закупку животных в Московском, Ленинградском зоопарках и заповеднике Аскания-Нова.
В сентябре Толебаев посещает Москву, где провёл переговоры с Московским зоопарком о приобретении животных. Уже в октябре 1937 года в Алма-Ату в специальных вагонах прибыли медведи, лев, редкие копытные и многие другие новые обитатели зоопарка. В это же время Мурзахан Толебаев успевал вести переговоры с Наркомфином, лично заказывал стройматериалы, подбирал корма, согласовывал действия с архитекторами. Перед самым открытием в зоопарк прибыли тигр, крокодил и некоторые экзотические змеи. В октябре строительство посетила комиссия во главе с секретарем ЦК КПК Левоном Мирзояном, который остался доволен проделанной работой.
7 ноября 1937 года состоялось торжественное открытие зоопарка. Первые два дня для посетителей был организован бесплатный вход. Открытие зоопарка посетила делегация членов Политбюро ЦК КПК. Мурзахан Толебаев был награждён грамотой органов НКВД за благополучную доставку животных из Москвы в Алма-Ату. Толебаев совмещал работу в зоопарке с работой в Комитете по науке. В его планы в ноябре 1937 года входила организация пасеки, инсектария и сооружение вольера для слонов.
Многим планам Толебаева не суждено было воплотиться в жизнь. Спустя два месяца после открытия зоопарка, 5 декабря 1937 года Мурзахан Толебаев был арестован сотрудниками НКВД. Были конфискованы уникальные документы о первых научных работах зоопарка, дневники наблюдений и планы дальнейшей застройки зоопарка. В 1938 году Мурзахан Толебаев был расстрелян по ложному обвинению.

## Коллекция зоопарка

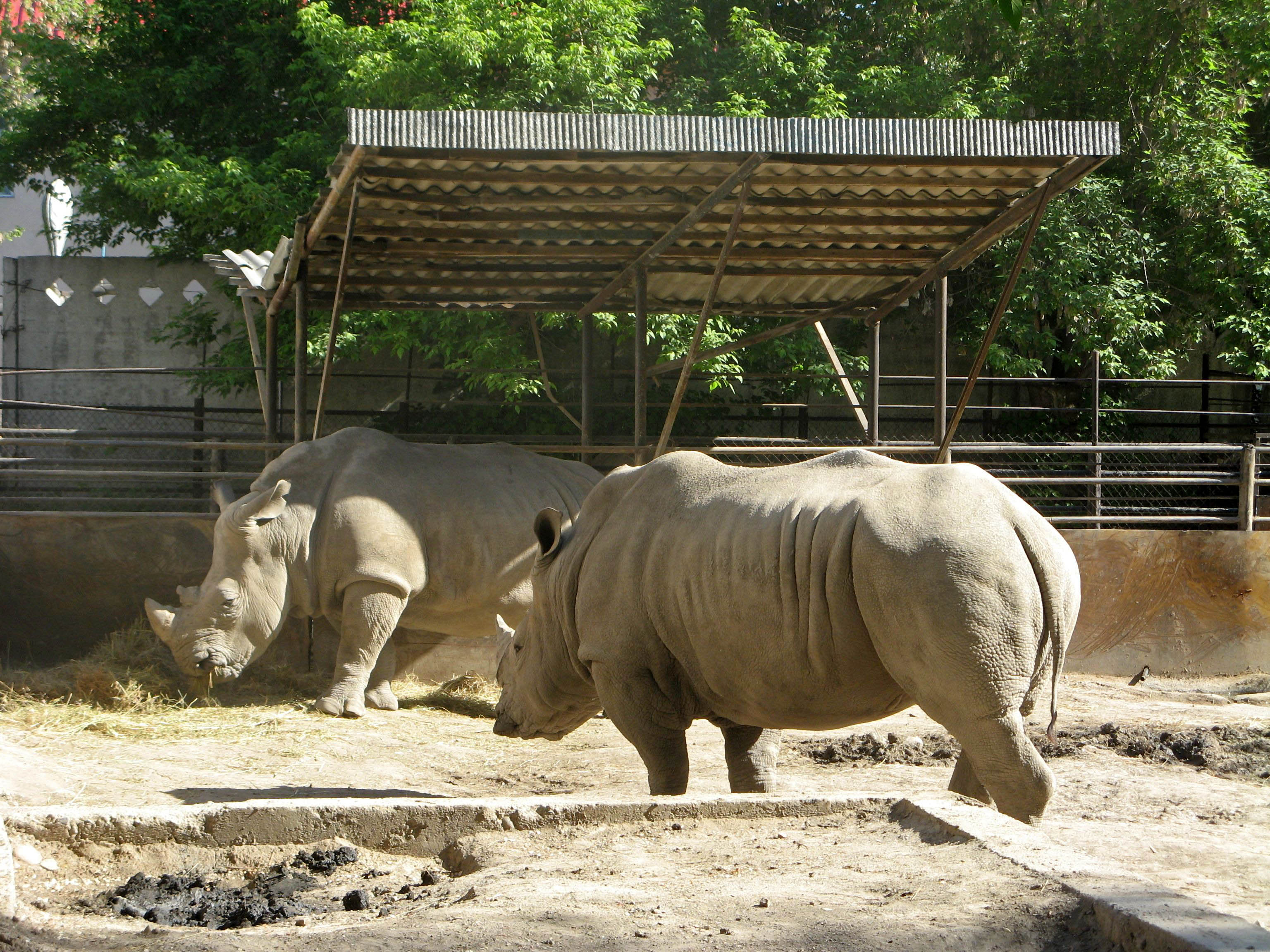
Носороги в зоопарке Алматы, 2012 год

По состоянию на 2005 год в коллекции зоопарка насчитывалось 523 вида, 3657 экземпляров. Из них млекопитающих — 94 вида, 317 экз.; птицы — 224 вида, 1056 экз.; рептилии — 80 видов, 431 экз.; амфибии — 6 видов, 39 экз.; рыбы — 114 видов, 1736 экз.; беспозвоночные — 5 видов, 78 экз..
Коллекция зоопарка по состоянию на 2006 год включала более 400 видов, около 5000 экземпляров. Из них 28 видов занесены в Красную книгу Казахстана и 71 вид в Красную Книгу МСОП, СНГ.
Экспозиции зоопарка на начало 2014 года составляет 4768 экземпляров и 330 видов животных. В их числе: 75 видов млекопитающих, 67 видов рыб, 1 вид амфибий, рептилии — 57 видов, 127 видов птиц, беспозвоночные — 3 вида.
По состоянию на 2015 год насчитывалось 345 видов, 5 428 экз из которых: 74 вида млекопитающих — 323 экз.; 124 вида птиц — 844 экз.; 56 видов рептилии — 195 экз.; 3 вида амфибии — 37 экз.; 83 вида рыб — 4 029 экз.; беспозвоночные — 5 видов

### Советские годы
В зоопарке имелось 95 видов млекопитающих, 150 видов птиц, 80 видов рыб, 17 видов пресмыкающихся, всего насчитывалось свыше 2000 экземпляров животных. Зоопарк в то время имел в своей коллекции редких исчезающих животных занесенных в Красную книгу, таких как: китайский аллигатор, тигровый питон, фазан свайно, кудрявый пеликан, кенгуру парма, амурский, суматранский и бенгальский тигры, снежный барс, черная пантера, ягуар, гепард, белый медведь, шимпанзе, винторогий козел, индийский слон, черный носорог и др., а также занесенных в Красную книгу СССР: тянь-шаньский бурый медведь, полосатая гиена, туркестанская рысь, манул, казахстанский горный баран, бородач, розовый пеликан, черный аист, фламинго, орлан-белохвост, могильник, степной орёл и др..

### Пополнения
В 2003 году из ЮАР специальным чартерным рейсом в зоопарк завезены несколько видов экзотической африканской фауны: жирафы, разнообразные крупные антилопы, много птиц, рептилий. Особой гордостью парка является пара белых львов.
В 2008 году из Японии был передан снежный барс, по кличке Майя (погибла в 2009).
В ноябре 2008 года из Польши был передан снежный барс по кличке Артос (погиб в 2010).
В 2009 году из Японии был передан снежный барс, по кличке Хан (погиб).
В 2010 году зоопарку подарили четырёх снежных барсов: трехгодовалых Пирата и Лидера привезли из Киргизии, а двухгодовалых Снежану и Арилан доставили из зоопарков Франции и Чехии (погибли).

## Обитатели
Обитатели Алматинского зоопарка размещены в семи секциях: хищных млекопитающих, копытных, приматов, хищных птиц, экзотических птиц, экзотариуме, аквариуме.
Большой популярностью посетителей Алматинского зоопарка пользуется павильон «Морской аквариум». В нем экспонируются многочисленные представители водной фауны нашей планеты — рыбы, ракообразные, моллюски, амфибии. Кроме популярных видов, известных любителям аквариумного содержания рыб, есть и редкие. Удивительны чукуганы-арлекино, среднеазиатский змееголов, таиландский змееголов, антернот, японские рыбы.
В террариуме зоопарка представлено 11 видов черепах: каспийская, красноухая, болотная, степная, сейшельская, красноногая, болотная и другие. Из рептилий — представители подотрядов ящериц и змеи, среди которых особый интерес у посетителей вызывают тигровый и сетчатый питоны, водяные драконы, хамелеоны, гремучие змеи, египетская кобра.
Разнообразна экспозиция водоплавающих птиц. На озерах и прудах живут различные виды лебедей, уток, гусей, журавлей.
Крупнейшие из всех живущих на Земле нелетающих птиц— эму, нанду обитают в просторных вольерах.
Разнообразна коллекция и млекопитающих.
Из парнокопытных и непарнокопытных привлекают внимание слоны, жирафы, зебры, бегемоты, носороги, равнинный тапир, антилопы (гну, ньяла, куду, ориксы). Особую группу составляют олени. Самые крупные среди них — бухарский олень и марал. Есть и пятнистые олени, лани и косули.
Широко представлены дикие козы и бараны: архары, сибирские козероги, винторогие козлы, гривистые бараны, уриалы, муфлоны.
Особенно широко в Алматинском зоопарке представлены хищные звери семейство кошачьих: львы, белые львы, персидские и дальневосточные леопарды, черные пантеры, ягуары, пумы, сервалы, рыси.
Имеется также подвид бурого медведя — тянь-шаньский бурый медведь (белокоготный).
У вольеров с обезьянами всегда многолюдно. Есть мартышки и макаки, павианы и гамадрилы. Особый интерес вызывают человекообразные обезьяны — шимпанзе, белорукие и серебристые гиббоны.

## Гибель животных
В 2016 году стало известна информация о гибели снежных барсов занесенных в Красную книгу, которые ранее были подарены зарубежными зоопарками. Всего погибло семь барсов. Информация о гибели барсов до 2016 года тщательно скрывалась от общественности и не оглашалась. Как объяснила администрация Алматинского зоопарка барсы погибли из-за неправильного содержания, почему их так плохо содержали и почему никто не понёс наказания за нарушения в содержании животных, ответа дано не было.
В целом за период с 2005 года по 2016 количество видов животных в Алматинском зоопарке сократилось больше чем на треть, с 523 видов до 345.
Также в 2016 году стало известно о гибели особо ценных и редких видов животных, такие как: амурские тигры, бегемоты, казахстанский горный баран (архар), бородач (птица из семейства ястребиных), шимпанзе, рысь туркестанская и тигр бенгальский.
В октябре 2016 года погиб жираф возрастом 2 года. В декабре 2017 года погиб лев «Хан», привезенный из Франции: причиной гибели стало заболевание крови.
8 декабря 2020 года умер белый медведь Алькор. 7 декабря ему исполнился 31 год. В последние 2 месяца состояние здоровья хищника постоянно ухудшалось. Алькор является одним из старожилов Алматинского зоопарка, его привезли сюда из Калининграда в 1990-м году. Алькор стал неофициальным символом зоопарка.

## Площадь парка
Площадь зоопарка до 1980 года составляла 32 га, из которых 13 было занято вольерами и клетками, 19 га — прудами для водоплавающих птиц. В 1980 году проводилась полная реконструкция зоопарка. Секретарем ЦК Компартии Казахской ССР Динмухамедом Кунаевым был подписан проект строительства новой части зоопарка, который бы значительно расширял его. Проект расширения зоопарка был разработан институтом «Алматыгипрогор». Постановлением Совета Министров Казахской ССР зоопарку было выделено дополнительно 27 га земли на соседнем горном склоне, ранее принадлежавших совхозу «Горный гигант», для строительства зоопарка. Территория зоопарка должна была значительно расширится и выйти за улицу Орманова. Алматинский зоопарк должен был стать одним из крупнейших в стране. Территория не была освоена городским зоопарком по непонятным причинам. В 2005 году предназначенная для расширения территория 31,7723 га была продана под строительство элитного жилья.
По состоянию на 2005 год площадь зоопарка составляла 54 га (под экспозицией — 27 га).
В 2006 году значительная часть площади зоопарка была отчуждена под элитное строительство и составляла в итоге всего 22 га и сегодня составляет всего 21 га.

## Управление и организационно-правовая форма
Изначально находился в подчинении республиканского управления зоопарками и заповедниками при Совете Народных Комиссаров Казахской ССР. В 1947 году он перешел в подчинение республиканского управления зоопарками и заповедниками Совета Министров Казахской ССР, позже в 1948 году им стал руководить Комитет по делам культурно-просветительских учреждений министерства культуры Казахской ССР, а с распадом СССР также был в ведении министерства культуры Республики Казахстан (РГП-Республиканское государственное предприятие). В 2003 году реорганизован и переведён из республиканского ведения в коммунальное ведение городского управления культуры акимата города Алма-Аты (ГККП-государственное коммунальное казённое предприятие).

### Попечительский совет и фонд
В 2014 году, несмотря на то, что зоопарк является объектом государственной собственности по непонятным причинам был создан частный попечительский Общественный совет поддержки и развития Алматинского зоопарка, или по другим данным Общественный наблюдательный совет, инициатором создания которого стал бизнесмен Раимбек Баталов, который лично обратился к главе города Есимову по поводу его создания. В апреле 2015 года сообщалось, что в результате собрания-обеда организованным советом, меценатами было устно сообщено о выделении 478 млн.тенге, из них на нужды зоопарка чистыми 363 млн тенге. Однако в апреле 2016 года было сообщено что спонсоры перечислили в фонд совета всего 225 миллионов тенге.
1 апреля 2016 года была обнародована информация, что в Алматинском зоопарке из-за вмешательства в лечение попечительского совета погибает тигрица.
Интересным фактом является то, что Большой московский цирк в 2016 году обратился в Московский арбитражный суд с иском в отношении жительницы Алматы Ангелины Котенко, являющейся по совместительству куратором коллекции Алматинского зоопарка от попечительского совета, которая в 2014 году от некой фирмы Credos подписала договор о поставке в цирк двух индийских слонов, получила первый транш на сумму 85 тысяч долларов, но условия сделки так и не выполнила. Котенко также является директором ТОО «ЦЭЖ САФАРИ», которое находилось на бывшей территории зоопарка по адресу Орманова 64. «ТОО САФАРИ» занимается экспортом/импортом экзотических животных, реконструкцией и строительством минизоопарков.
28 апреля 2016 года глава попечительского совета Раймбек Баталов заявил, что готов взять зоопарк города в частное доверительное управление.
18 мая 2016 года «Нур Отан» признал деятельность фонда «Социальная фонд помощи Алматинскому зоопарку» недостаточно прозрачной. Об этом сообщил заместитель председателя АГФ партии, депутат маслихата города Алма-Аты, член рабочей группы Станислав Канкуров на заседании рабочей группы по изучению деятельности Алма-Атинского зоопарка. Рабочей группой проведён анализ деятельности частного фонда «Социальный фонд помощи Алматинскому зоопарку» и предприятия «Алматинский зоологический парк». Партиец отметил, что за 2015 год от спонсорских организаций на счет фонда поступило порядка 225 млн тенге. Расходы составили 69,4 млн тг. и на сегодняшний день остаток на счете фонда — 109,6 млн тг., они размещены на депозитах. В первую очередь выделил непрозрачность и закрытость деятельности от общества. Во-вторых, прошлым летом было принято решение о содержании фонда за счёт средств учредителя.
В ходе беседы с работниками фонда установлено, что его сотрудники действительно являются работниками компании, принадлежащей господину Баталову. Но, несмотря на это, между представителями фонда и зоопарком заключены договоры об оказании услуг, по сути, являющейся заработной платой работников. Всего с июля 2015 года по май 2016 года выплата данным сотрудникам за счет собственных средств зоопарка составила 2,120 тысяч тенге. В-третьих, по его мнению, прослеживаются намерения регламентации деятельности сотрудников зоопарка. Несмотря на неподотчетность зоопарка и его сотрудников перед фондом, положение о Попечительском совете фонда обязывает зоопарк дать обоснованный ответ в письменной форме в случае несогласия с решением совета в течение 10 рабочих дней, хотя рассмотрение обращений физических и юридических лиц государственным субъектом должно осуществляться в рамках соответствующего закона.
В-четвёртых, по состоянию на 18.05.2016 года информация о целях и суммах выплаты по заявленным собственным средствам Баталова в размере 50 млн тенге, потраченных на нужды зоопарка, получена не полностью. Также указанная информация не нашла свое подтверждение в ходе анализа счетов фонда. Согласно договору между ТОО «Проект 300» и Rasbach Consult Ltd.(Германия) от 03.11.2014 г. по реконструкции и модернизации зоопарка мастер-план разрабатывается с момента утверждения Концепта и получения денег от акимата Алматы. Однако, по п.2.2. договора № 01 «Фонд производит оплату безналичным способом, путем перечисления денежных средств на расчетный счет Исполнителя. Оплата производится по мере поступления спонсорской финансовой помощи фонду на реконструкцию Алматинского зоологического парка». Данное обстоятельство дает основание полагать, что заявления в интервью «Радиоточке»: «Я за свои деньги нанял одного из лучших в мире немецких архитекторов, специализирующихся на зоопарках», не имеет оснований, заявил Станислав Канкуров. Рабочей группой установлено, что только 14 млн тенге по договору с Rasbach Consult Ltd. были оплачены средствами ТОО «Проект 300», оставшаяся сумма оплачена из средств фонда. Прочие заявленные средства, согласно пояснениям директора фонда, были потрачены на мероприятие по продвижению деятельности фонда по привлечению спонсорских средств (приобретение юрты, мебели, оформление и т. д.). Закупленные для этой цели товары не были переданы в собственность зоопарка, в связи с чем нет оснований полагать, что они приобретались для нужд зоопарка. Также он акцентировал внимание, что имеют место попытки фонда по управлению собственностью зоопарка. Согласно договору между фондом и АФ «Technodom Operator» от 07 октября 2015 года, последний оказывает спонсорскую помощь для реконструкции помещения аквариума-птичника зоопарка на 55 млн тенге. Согласно данному договору, фонд обязуется разместить рекламные материалы спонсора в зоопарке на неопределенный срок, не имея на то юридических оснований. В-пятых, учредителем фонда высказано желание управлять зоопарком посредством фонда, также говорится о фактах влияния на кадровую политику посредством административного ресурса. Вместе с тем, в последнее время прослеживается попытка фонда оказать давление через общественное мнение.

## Финансирование
Финансирование зоопарка осуществляется акиматом города Алма-Аты, которым ежегодно перечисляются средства из местного государственного бюджета. Также зоопарк сам ежегодно дополнительно зарабатывает по несколько миллионов тенге.
- В 2014 году выделено из бюджета — 345,1 млн тенге, собственный заработок — 208,3 млн тенге[24].
- В 2015 году выделено из бюджета — 310,3 млн тенге, собственный заработок — 280,7 млн тенге[34].
- В 2016 году выделено из бюджета — 350 млн тенге[25].

В мае 2014 года был отменён запланированный тендер на разработку технико-экономического обоснования, концепции и проекта по реконструкции и модернизации Алма-Атинского зоопарка общей стоимостью 44 642 857,00 млн.тенге.

## Цели и задачи зоопарка
— сохранение в искусственных условиях коллекций диких животных (особенно редких исчезающих видов) отечественной и зарубежной фауны, имеющих большое научное и культурно-просветительное значение;
— проведение учебной и научно-просветительной работы в области зоологии и охраны природы, животноводства, звероводства, охотничьего хозяйства, экологических знаний;
— широкий показ населению коллекций диких видов животных;
— проведение научных исследований

## Основные направления деятельности зоопарка
— содержание и экспонирование коллекции диких животных, демонстрация животных, представляющих научный интерес или необходимых для научно — просветительной работы;
— разведение животных редких и исчезающих видов с целью сохранения этих видов и их генофонда путем создания искусственных популяций и формирования условий для последующего восстановления природных популяций;
— проведение научно — просветительной и образовательной работы;
— проведение научных исследований в области биологии, зооинженерии, ветеринарии и методики научно — просветительной работы в рамках своих основных задач и других направлений.

## Руководство
- 08.1980 — 08.2009, Альменбаев, Кумек Мукашевич[15].
- 08.2010 — 26.04.2012, Абдрахимов, Ауезхан Оразханович[15].
- 26.04.2012 — 20.05.2013, Естаев, Жанат Молдагулович[15].
- 22.05.2013 — 28.05.2014, Абдрахимов, Ауезхан Оразханович[15].
- 28.05.2014 — 13.10.2014, Мукашев, Ербулат Амангалиевич[15].
- 13.10.2014 — 09.10.2015, Курманбаева, Динара Наурызбаевна[15], ранее работала маркетологом в справочной службе 188[36].
- 09.10.2015 — 9.11.2016, Каримов, Канат Сарсенович, по образованию учитель истории и советского права[37].
- 27.12.2016 — н.в. Еркинбаев Ержан Маликович, бывший директор частной группы компаний «Capital Partners», высокогорного спортивного комплекса «Медеу» и горнолыжного курорта «Шымбулак».